# قنيات مستعرضة
يكمن المبيض الجانبي في مسراق البوق بين المبيض وقناة فالوب، ويتكون من عدد قليل من الأنابيب القصيرة، هي القُنَيَّات المستعرضة التي تتلاقى في اتجاه المبيض في حين تنفتح النهايات المقابلة إلى قناة بدائية (قناة جارتنر).
القنيات المستعرضة في المبيض الجانبي هي بقايا من أنابيب جسم وولف (الكُلوَة الجَنِينيّة المُوَسَّطَة).